# Noemie Foxová
Noemie Foxová (* 19. března 1997 Marseille, Francie) je australská vodní slalomářka, kanoistka a kajakářka závodící v kategoriích K1, C1 a KX-1. Je dcerou vodních slalomářů Brita Richarda Foxe a Francouzky Myriam Foxové-Jérusalmiové, její sestra Jessica Foxová se rovněž věnuje vodnímu slalomu.
Na Letních olympijských hrách 2024 zvítězila v závodě kajak krosu, který měl v Paříži olympijskou premiéru.